# Чопек, Агнешка
Агнешка Чопек(-Садовская) (пол. Agnieszka Ewa Czopek (-Sadowska); род. 9 января 1964, Кшешовице) — польская пловчиха, призёр чемпионата Европы и Олимпийских игр.

## Карьера
На летних Олимпийских играх 1980 года в Москве Чопек выступала в плавании на 200 метров на спине и комплексном плавании на 400 метров. В первом виде она не смогла пробиться в финальный заплыв, а во втором завоевала олимпийскую бронзу с результатом 4:48,17 с, проиграв представительницам ГДР Петре Шнайдер (4:36,29 с — мировой рекорд) и Великобритании Шэрон Дэвис (4:46,83 с).
На следующий год в Сплите на чемпионате Европы Чопек выиграла две бронзовые медали — в плавании на 200 метров баттерфляем и 400 метров комплексным плаванием.